# 최지인
최지인은 대한민국의 라이트 노벨 작·평론·번역가이다. NT 노벨의 평론을 담당했으며 장르문학 잡지인 판타스틱에 평론을 기고하기도 했다. 2010년 5월 라이트 노벨 작가로 데뷔한 후에 평론 활동을 중단했다.

## 경력
소년시절부터 소설가를 지망, 중학생 때 판타지 소설을 읽고, 애니메이션과 게임의 팬픽 창작에 열중하던 중, '포춘 퀘스트' 등의 90년대 후반 번역되어 들어오던 문고 사이즈의 라이트 노벨을 처음 접하게 된다. 이후, 원래 게임 리뷰 등을 기고하던 개인 홈페이지와 블로그 등에서 라이트 노벨 리뷰와, 후에는 평론도 기고해 왔다. 한편으로 2006년부터 라이트 노벨풍의 창작 소설을 연재했다. 후에 시드 노벨에 라이트 노벨의 기획서를 제출, 몇 차례 기획의 재작성을 거쳐 2010년 5월 《원고지 위의 마왕》으로 데뷔했다.
최근 트위터를 통해 '원고지 위의 마왕'의 일러스트를 담당했던 Jjone과의 결혼을 발표했다.

## 저작 목록

### 작품
- 원고지 위의 마왕(2010년~, 시드 노벨)
- 나와 그녀와 그녀와 그녀의 건전하지 못한 관계(2012년~, 시드 노벨)
- 운디네 스트라이크
- 반역기사의 성녀찬탈[2014년]]~, 시드노벨
- 악마공작 아슬란 2017~, 시드북스 (앱연재는 먼저따로 시작함)

### 평론
- 판타스틱 - 장르에 구애받지 않는 '라이트 노벨'에 관하여.
- NT 노벨

### 번역
- 레진 캐스트 밀크('최재한'이라는 필명으로 번역)